# Guaiaco

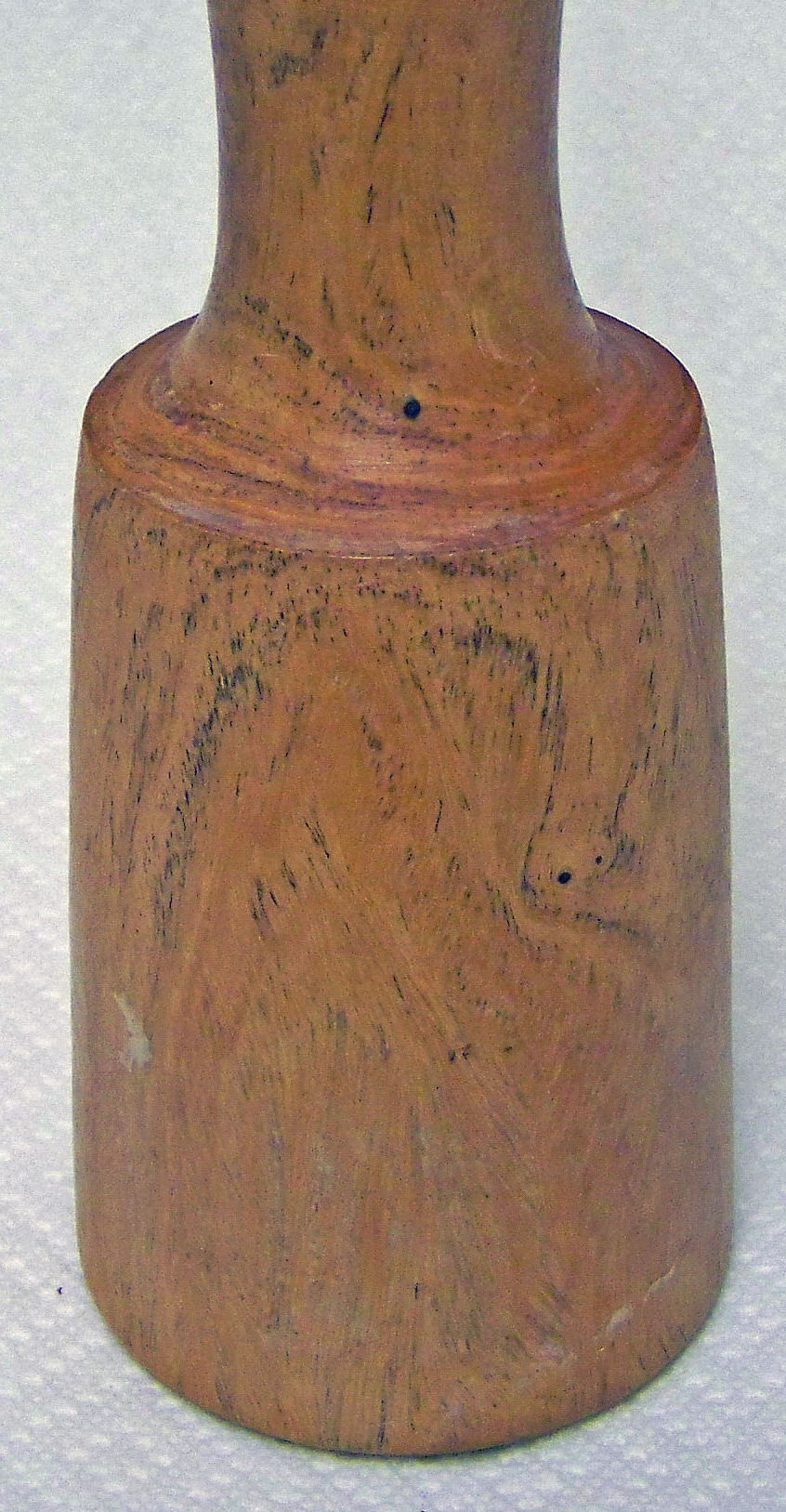
Palo di legno di guaiaco

Il guaiaco, o legno della vita,  è il legno del Guaiacum officinale e del Guaiacum sanctum, alberi sempreverdi delle Zigofillacee, originari dell'America Centrale, in particolare del Venezuela e delle Antille.
Esso contiene una resina costituita da acidi organici (guaiaconico, guaiaretico, guaiacico), esteri del guaiacolo, vanillina, saponine, etc.
Questo legno era un tempo molto importante per applicazioni in cui si richiedeva un materiale che combinasse resistenza meccanica, rigidità e densità elevate. 
Il guaiaco è la pianta nazionale delle Bahamas e il fiore nazionale della Giamaica.

## Origine del legno
Il guaiaco è il legno ottenuto principalmente da Guaiacum officinale e Guaiacum sanctum; entrambi sono piccoli alberi a crescita lenta.
A causa del sovrasfruttamento del legno di guaiaco, tutte le specie del Genere (tassonomia) Guaiacum sono state inserite nell'Appendice II del CITES (the Convention on International Trade in Endangered Species of Wild Fauna and Flora) come specie potenzialmente a rischio di estinzione.
Grazie allo sviluppo della moderna Scienza dei materiali, con la realizzazione di materiali polimerici, di leghe e di materiali compositi, che lo possono sostituire senza alcun problema, la richiesta per questo tipo di legno si è ridotta.

## Utilizzi
Questo legno molto duro e pesante viene utilizzato per la tornitura delle pulegge, nel settore dell'arredamento (rotelle di mobili) e in bigiotteria.
Esso è utilizzato per la produzione di assali e cuscinetti, specialmente per gli alberi delle eliche di imbarcazioni, dove serve al contempo da cuscinetto, assicurando la tenuta stagna (la lubrificazione è garantita dall'acqua del mare).
Il guaiaco è anche stato utilizzato nella zona di Lilla, Francia, per la produzione di "bourles", dischi di legno che pesano da 5 a 9 kg e che sono lanciati su una pista di terra battuta a forma di stiva di una nave.

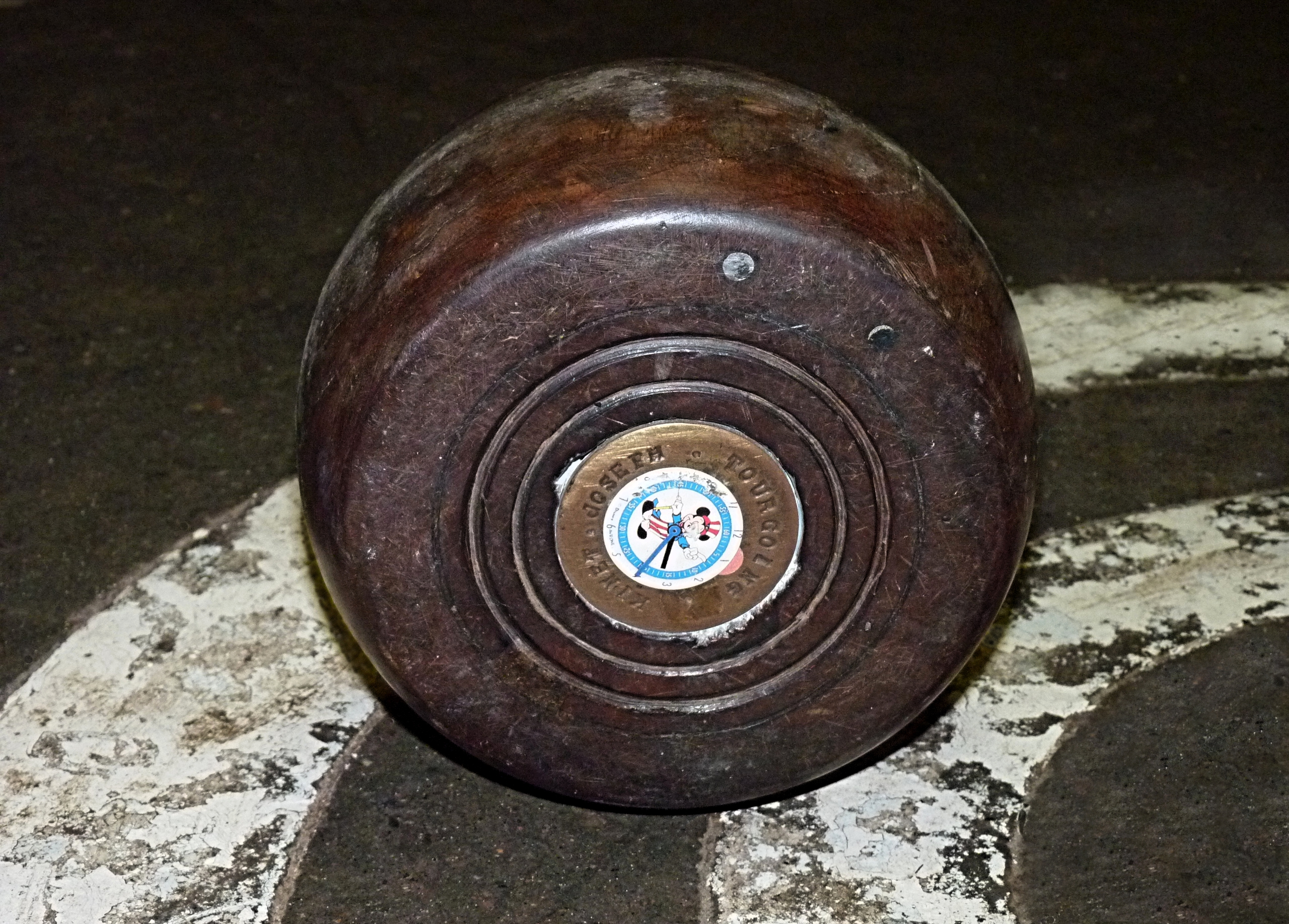
Una bourle, gioco del nord della Francia.

Lo scopo del gioco è quello di avvicinarsi a un "étaque", pezzo in rame fissato verso la fine della pista.
Questo gioco è tutt'oggi ancora praticato.
Il guaiaco fornisce una resina che è alla base della tintura di guaiaco, che è il reagente tradizionale per la ricerca sulle  ossidasi e perossidasi.
Inoltre, il guaiaco è ricco in saponine.

### Utilizzo in medicina
Il guaiaco ha proprietà medicinali.
Il suo legno è stato utilizzato in decotto, fino all'invenzione dei moderni farmaci, nel trattamento della sifilide e della tubercolosi.
La linfa è stata usata per trattare l'artrite.
La resina del legno è impiegata in medicina da oltre cinque secoli. 
Nella Farmacopea francese essa è registrata dal 1884 ed entra nella composizione dello "sciroppo composto di salsapariglia".
In Repubblica Dominicana, il legno di guaiaco è un componente di un "elisir di giovinezza" chiamato Mama Juana: si ritiene che frammenti di varie specie arboree locali, lasciati a macerare in una bottiglia di rum, abbiano attività afrodisiaca e anti-reumatica.
Uno dei componenti della resina di guaiaco, l'acido mesonordiidroguaiaretico, è un buon antiossidante, ma può causare calcoli renali, per cui deve essere utilizzato solo in base a prescrizione medica. 

### Utilizzo in cosmesi
Estratti del legno entrano nella formulazione di dentifrici e si utilizzano anche in profumeria a partire dalla metà degli anni novanta del XX secolo.
Gli estratti sono meno secchi del cedro, più duri del sandalo, di volta in volta dolci, morbidi e profondi, si tratta di "leganti" ideali tra le note di cuore e le note di fondo.

## Nomi stranieri
- (FR)  gaiac
- (EN)  guaiac
- (DE)  Guaiak
- (ES)  guayaco